# Искатепек (муниципалитет)
Искатепек (исп. Ixcatepec) — муниципалитет в Мексике, штат Веракрус, расположен в регионе Нижняя Уастека. Административный центр — Искатепек.